# Вісенте Санчо
Вісенте Санчо-і-Коберторес (ісп. Vicente Sancho y Cobertores; 1784—1860) — іспанський військовий та політичний діяч, голова іспанського уряду впродовж п'яти днів у вересні 1840 року.